# Joseph Michael Willi
Joseph Michael Willi SJ (* 29. September 1824 in Lantsch/Lenz (Schweiz); † 17. April 1897 in Bombay (heute Mumbai)) war ein Jesuit, Indienmissionar und Pädagoge.
Im Taufregister ist er mit Joseph Michael eingetragen, er wurde jedoch Joseph Anton genannt, vermutlich im Gedenken an zwei ältere verstorbene Brüder mit diesem Namen.
Als Missionar verwendete er auch die englische Schreibweise, daher ist er in Indien unter dem Namen Joseph Antony Willy bekannt.
Joseph Willi wurde 1824 in Lantsch/Lenz als Sohn des Valentin Anton Willi und der Maria Barbara geb. Simeon geboren. Er war das achte von elf Kindern einer einfachen Bauernfamilie. Seine Muttersprache war Romanisch.

## Studienzeit
Am 1. Oktober 1844 beginnt sein Noviziat bei den Jesuiten in Brig. Am 2. Oktober 1846 erfolgte die Gelübteablegung, anschließend folgte das Juniorat in Estavayer-le-Lac. In den Wirren des Sonderbundkrieges mussten die Jesuiten am 10. November 1847 über den Neuenburgersee fliehen. Die Jesuiten wurden damals in fast ganz Europa verfolgt. Die zersprengte deutsche Provinz war vor die Wahl gestellt: auswandern oder untergehen. Am 3. Juni 1848 segelten 45 Jesuiten von Antwerpen nach New York.
Pater Willi wurde der Missouri-Provinz zugeteilt. In St. Louis beendete er sein Philosophiestudium.
Im Herbst 1849 wurde er Präfekt und Professor im Kollegium und Konvikt der Jesuiten in St. Louis.  Im Herbst 1850 in gleicher Position im Franz-Xaver-Kolleg in Cincinnati. Herbst 1851 Rückkehr nach Europa. Theologiestudium in Löwen, Maastricht und Köln.
1854 Primiz in Achen, Terziat in Koblenz. Danach Studentenseelsorger in Bonn.

## Schulgründung in Karachi
Am 13. August 1858 war die ganze Mission von Bombay-Poona der deutschen Jesuitenprovinz übergeben worden, nachdem vorher schon etwa 10 Jesuiten Bischof Anastasius Hartmann im Vikariat Poona zu Hilfe gekommen waren.
Zwei Patres wurden hingeschickt. Am 27. Oktober 1858 trafen Pater Meurin und Pater Willi in Bombay an.
Willi wurde Leiter eines Waisenhauses in Byculla, einem Vorort von Bombay.
1859 übernahm er die Seelsorge der katholischen Soldaten des Militärlagers von Karatschi.
Die Pfarrei entwickelte sich zur Musterpfarrei der ganzen Mission. Ein besonderes Anliegen von Pater Willi war die Förderung und Ausbildung der Kinder; daher mussten Schulen gegründet werden.
1861 eröffnete er die St. Patricksschule für Knaben. Sie umfasste vorderhand nur die Elementarklassen, sollte aber zum Gymnasium ausgebaut werden. Den Unterricht hielt er selbst.
Als es gelungen war, die Kongregation der Schwestern vom heiligen Kreuz aus Lüttich zur Mitarbeit in der Mission zu gewinnen, konnte er im März 1862 auch die St. Josefsschule für Mädchen eröffnen. St. Patrick und St. Joseph entwickelten sich später zu Gymnasien und gehören noch heute zu den angesehensten Schulen des Landes.

## Bombay
Im Januar 1865 kehrte er nach Bombay zurück und amtete als Generalvikar und Sekretär von Bischof Steins, als Militärkaplan der Garnison Colaba, Prediger und Beichtvater zu St. Anna und Weisenvater und Englischprofessor im Gymnasium von Byculla.
Im Juni 1866 ernannte man ihn zum Direktor des Gymnasiums von Bykulla. Dieses Gymnasium war bisher ohne eigenes Schulgebäude bis Bischof Steins ein Neubau in Angriff nahm. Baumeister waren die Jesuitenbrüder Lau und Klüwer.
Am 1. April 1867 war der Neubau fertig. Pater Willi wurde zum ersten Oberen und Studienleiter des neuen Kollegs für Europäer ernannt und in den Senat der Universität Bombay gewählt.
Am 2. Dezember 1867 begann die Arbeit am St. Xavier’s College für die Einheimischen. Architekt war Pater Karl Wagner S.J., Baumeister wiederum Leu und Klüwer. Treibende Kraft am Projekt war jedoch Pater Joseph Willi, der auch erster Direktor wurde. 1872 waren die Gebäude fertiggestellt.

## Mangalore
Im Herbst 1879 wurde Pater Willi nach Mangalore versetzt, um dort ein Kolleg zu gründen.
Ein Jahr vorher war die Mission von Mangalore den Jesuiten der venezianischen Ordensprovinz übergeben worden. Die Mission befand sich in einem ärmlichen Zustand, und für die Gründung einer Schule brauchte man einen Mann mit viel Erfahrung, Geschick und zäher Energie und die italienischen Patres hatten um die Zuweisung des erfahrenen Pater Willi gebeten, um ihnen für die Anfangsjahre zur Verfügung zu stehen.
Am 12. Januar 1880 eröffnete er das St. Aloysius-College in einem Privathaus. Eine Universitätsabteilung konnte bereits 1881 begonnen und der Universität Madras angegliedert werden. Von 1882 bis 1884 wurde ein Neubau erstellt.
Pater Willi wurde in Mangalore hoch verehrt, er war vom ersten Tag an die „Seele“ des ganzen Unternehmens. Beeindruckend war die seltene Ein-Mann-Kombination von Rektor, Sekretär, Lehrer, Sammler von Schulgeld, Chorleiter u. a. m.

## Missionsoberer
Nach sechs Jahren kehrte er nach Bombay zurück. Hier wurde er zum Oberen der Bombay-Poona Mission ernannt.
Als die Portugiesen noch die einzige Kolonialmacht des Ostens waren, hatte der Papst der Krone Portugals das Patronatsrecht (Padroado) gewährt. Der portugiesische König erwarb damit das Recht, Bischöfe zu ernennen und kirchliche Ämter zu verteilen. Aber zugleich entstand für ihn die Pflicht, zahlreiche neue Bistümer zu errichten. Im 19. Jahrhundert war Portugal nicht mehr in der Lage, die eingegangenen Verpflichtungen zu erfüllen. Darum hatte Rom schon lange Apostolische Vikare in die neuerschlossenen Kolonialgebiete gesandt. Die portugiesische Bistümer lehnten sich dagegen auf, es entstand das sogenannte „goanesische Schisma“. Das goanesische Schisma hörte erst 1862 mit der Einsetzung eines Erzbischofs durch den Papst auf.
Nun wollte Rom statt der Vikariate Diözesen und statt Apostolische Vikare Bischöfe einführen. Bei der Gelegenheit wollte man auch das Patronat Portugals endgültig abschaffen. Das alte Schisma drohte wieder auszubrechen. Rom musste auf Druck Portugals nachgeben.
In dieser Situation wurde Pater Joseph Willi zum Apostolischen Administrator der Vikariate Bombay und Poona ernannt, nachdem Bischof Meurin, ein erklärter Gegner des Patronats, zurückgetreten war.
Ende August 1886 wurde die „Hierarchie“ trotzdem eingeführt. Bombay wurde Erzbistum mit Poona als Suffraganbistum. Pater Willi hatte die heikle Aufgabe, die Aufteilung des Vermögens zwischen den neuen Diözesen durchzuführen.
1887 reiste Willi mit den neuen Bischöfen zum indischen Nationalkonzil nach Allahabad (P. Porter SJ, Erzbischof von Bombay; P. Beiderlinden SJ, Bischof von Poona) und legte sein Amt als apostolischer Administrator nieder.
Jetzt konnte er sich ganz der inneren Ausgestaltung der Mission hingeben. Er unternahm in dieser Zeit viele Reisen im ganzen Missionsgebiet.
An Weihnachten 1888 legte er das Amt des Missionsoberen nieder, widmete sich ausschließlich der Mission und übernahm  die Dharwarmission im Hochland von Dakkan. Er wirkte besonders in der Gegend um Hubli (Hubballi) und Gadag. Nach einem Jahr musste er aus gesundheitlichen Gründen die Mission aufgeben.
Er arbeitete noch 5 Jahre als Schuldirektor im St.Vincent-College in Poona. 1895 kehrte er als Spiritual nach St. Mary in Bombay zurück. Er starb am 17. April 1897 in Bombay und wurde auf dem Friedhof von Sewree begraben.